# 波爾澤拉
波爾澤拉（斯洛維尼亞語： 發音：[ˈpoːu̯zɛla]），是斯洛維尼亞波尔泽拉市镇的定居點及行政中心。位於薩維尼亞河的左岸，向北延伸到洛日尼察山。當地是下施蒂里亞傳統地區的一部分，目前屬於薩維尼亞統計區。

## 建築物

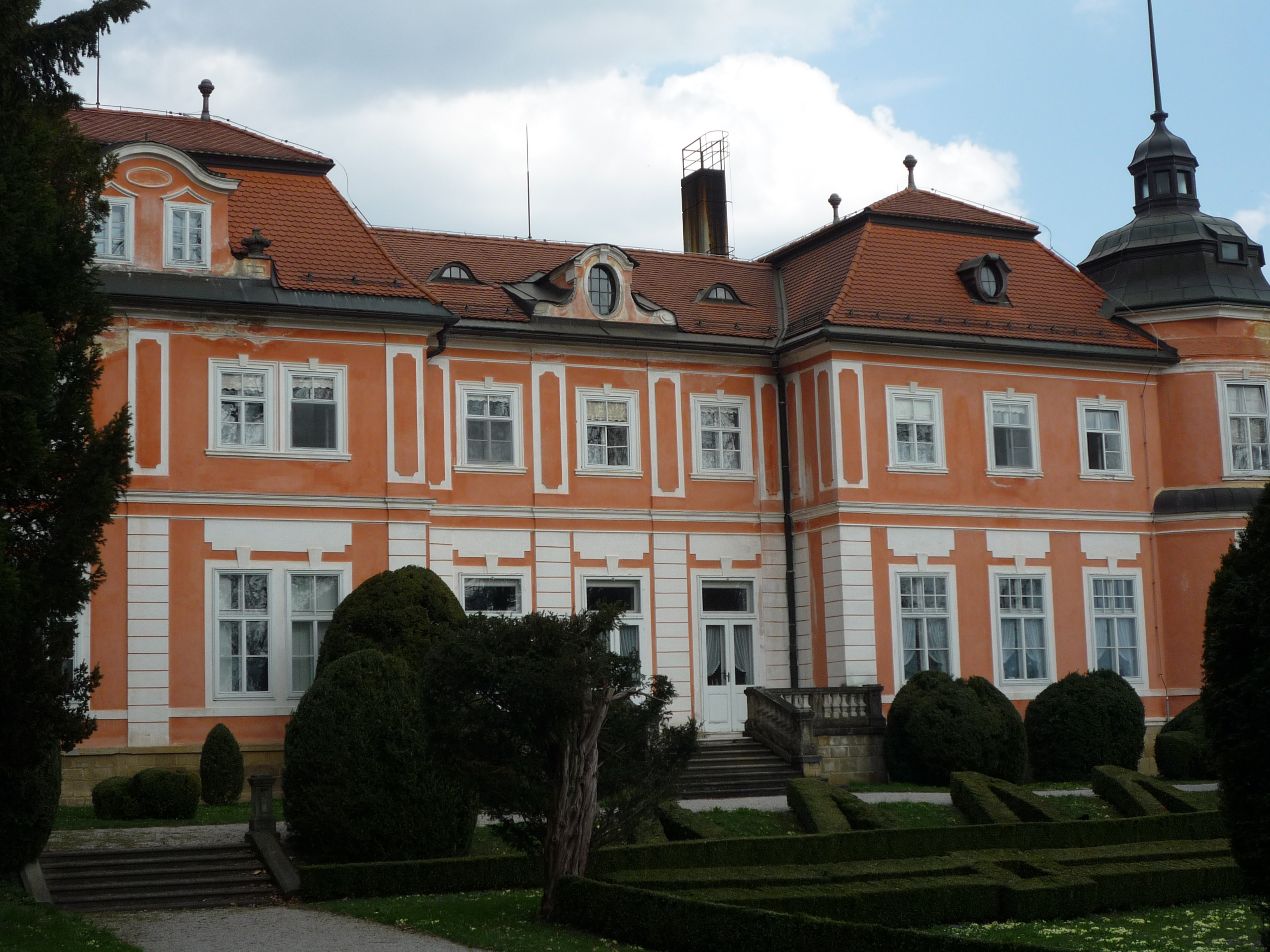
塞內克宅邸

一座建於18世紀晚期的巴洛克晚期風格宅邸被稱為塞內克宅邸（Dvorec Šenek)，內含一座供奉聖弗洛里安的小聖堂。該建築物及其周邊公園位於定居點的東北部，是整個市镇的主要地標之一。

## 外部連結
- 维基共享资源上的相關多媒體資源：波爾澤拉
- Polzela on Geopedia （页面存档备份，存于）